# Daniel Seiffert
Daniel Seiffert (* 21. Oktober 1983 in Wolgast) ist ein deutscher Politiker (Die Linke). Seit 2022 ist er Abgeordneter im Landtag Mecklenburg-Vorpommern.

## Leben
Seiffert wuchs auf Usedom auf. 2011 schloss er ein Studium der Geographie an der Universität Greifswald ab. Von 2011 bis 2014 war er Projektmitarbeiter am Lehrstuhl für Wirtschafts- und Sozialgeographie der Universität Greifswald. Von 2014 bis 2016 arbeitete er als Geschäftsführer der Fraktion Die Linke in der Bürgerschaft der Stadt Greifswald. Von 2016 bis 2021 war er Wahlkreismitarbeiter der Landtagsabgeordneten Mignon Schwenke.
Seiffert ist ledig und wohnt in Greifswald.

## Politik
Seit 2012 ist Seiffert in der Linksjugend solid aktiv. 2013 trat er in Die Linke ein. Nach der Kommunalwahl 2014 war ersachkundiger Einwohner in der Bürgerschaft der Stadt Greifswald, in welche er als Mitglied bei der Kommunalwahl 2019 gewählt wurde. Bei der Kommunalwahl 2024 verpasste er den erneuten Einzug.
Bei der Landtagswahl in Mecklenburg-Vorpommern 2016 kandidierte er im Landtagswahlkreis Vorpommern-Greifswald IV, verpasste jedoch den Einzug in den Landtag. Bei der Landtagswahl 2021 kandidierte er im Landtagswahlkreis Greifswald und auf Platz 10 der Landesliste seiner Partei, verpasste jedoch zunächst erneut den Einzug in den Landtag. Am 4. Januar 2022 rückte er für Jacqueline Bernhardt in den Landtag nach.